# Kozjak, Mislinja
Kozjak je naselje v Občini Mislinja.
Kozjak je razloženo naselje samotnih kmetij, ki se razprostira na severnih obronkih grebena Paški Kozjak na višini od okoli 600 do 800 mnm. Središče naselja se nahaja okoli pdružnične cerkve sv. Mohorja in Fortunata.
Prvotna cerkev je bila postavljena v drugi polovici 13. stoletja z ladjo z ravnim lesenim stropom in pravokotnim prezbiterijem z rahlo zašiljeno banjo, nad katero je bil zvonik. Leta 1870 so prvotni cerkvi dozidalo novo ladjo, staro pa spremenili v prezbiterij, stari prezbiterij pa so spremenili v »zvonico«.